# Лихтенштейн, Ханс Адам I
Ханс Адам I фон Лихтенштейн (16 августа 1662 — 16 июня 1712) — глава княжеского дома Лихтенштейнов с 1684 года. Его мать и жена происходили из соперничающего княжеского дома Дитрихштейнов.
Полное имя — Иоганн (Ханс) Адам Андреас фон унд цу Лихтенштейн (нем. Johann (Hans) Adam Andreas von und zu Liechtenstein), внук первого князя Лихтенштейн.

## Биография
Ханс Адам успешно реформировал княжескую администрацию, а также провел реструктуризацию финансов семьи. В 1687 году он возглавил Тайный совет (нем. Geheimer Rat). В 1693 году стал кавалером Ордена Золотого Руна.
Его проект реформы правительственной администрации провалился в 1699 году из-за многочисленных бюрократических проволочек. Также не имело успеха иное начинание Ханса Адама, Венский Депозитный Банк, председателем которого князь был с 1703 по 1705.
В 1699 году Ханс Адам приобрёл у Гогенэмсов владение Шелленберг, а в 1712 году — графство Вадуц, позднее объединенных в княжество Лихтенштейн в 1719 году преемником Ханса Адама, князем Карлом VI Йозеф Венцель фон Лихтенштейн.
Князь Ханс Адам был меценатом и коллекционером предметов искусства. Он внёс значительный вклад в создание княжеской коллекции, некоторые предметы которой экспонировались в Пушкинском музее в Москве в сентябре 2009 года. При князе были построены два дворцовых комплекса — городской дворец (нем. Majoratspalais) в Вене и летний садовый дворец (нем. Gartenpalais) в Россау.
Любовь к искусству передалась его далекому потомку — нынешнему правящему князю Лихтенштейна, которого также зовут Ханс Адам.
Ханс Адам женился в 1681 году на Эдмунде Марии Терезии, принцессе Дитрихштейн-Никольсбург (17 апреля 1652 - 15 марта 1737 ). У супругов было семь детей:
- Мария Элизабет (8 мая 1683 - 4 мая 1744)
- Карл Йозеф (15 октября 1684 – 16 февраля 1704)
- Мария Антония (10 апреля 1687 - 9 октября 1750)
- Франц Доминик (1 сентября 1689 – 19 марта 1711) умер от оспы
- Мария Габриэла (12 июля 1692 - 7 ноября 1713), муж Иосиф Иоганн Адам фон Лихтенштейн, скончалась при родах сына
- Мария Терезия (11 мая 1694 - 20 февраля 1772) муж Эммануэль Томас Савойский
- Мария Доминика (5 августа 1698 – 2 июня 1724) муж Генрих Йозеф Йоханн фон Ауэршперг

В соответствии с его желанием его тело было перенесено в семейный склеп во Вранау и похоронено рядом с сыном Францем Домиником. 
Ганс Адам не оставил после себя наследника мужского пола, поскольку оба его сына умерли раньше него. Его приемником стал Антон Флориан фон Лихтенштейн, однако ему была завещена лишь часть наследства. Остальное имущество он завещал своей вдове, дочерям и сыновьям своего двоюродного брата Филиппа Эразма, умершего в 1704 году. Старший сын Филиппа Эразма Йозеф Венцель, которому в то время было всего 15 лет, унаследовал, среди прочего, владения Вадуц и Шелленберг, все княжеские конные заводы и лошадей. Хотя положения завещания имели юридическую силу, они противоречили всегда соблюдавшемуся до тех пор духу наследственного договора, предусматривавшему усиление мажориата и первородства. Соответственно, его последняя воля и завещание повлекли за собой большое количество судебных исков.